# 国民革命军第一〇一军
国民革命军第一百零一军，是傅作义系部队。

## 历史
1948年初，保定绥靖公署将所属一部分部队改编为暂编第31师、暂编第32师、暂编第33师，组建暂编第二军，驻守保定。1948年9月暂编第二军改番号为第一百零一军，3个暂编师依次改编为第271师，关廷珍任师长并代理政委;暂编第32师改编为第272师，刘化南任师长;暂编第33师改编为第273师，郑海楼任师长。1948年9月5日至11月15日，参加察绥战役。1949年1月底随傅作义在北平接受解放军的和平改编。